# 林文肯
林文肯（1945年11月—），男，汉族，福建莆田人，中华人民共和国政治人物，曾任中央纪委驻国务院侨务办公室纪检组组长、国务院侨办党组成员，第十一届全国政协委员。

## 生平
2008年，当选第十一届全国政协委员，代表特别邀请人士，分入第五十八组。